# 박래군
박래군(1961년 5월 1일~)은 대한민국의 인권운동가로, 시민단체 활동을 한 시민운동가이며, 저술 활동을 한 작가다. <인권재단 사람>의 상임이사이다.
경기도 화성 출생이다. 소설가를 꿈꾸며 1981년 연세대학교 국문학과에 진학하였다. 학생운동과 노동운동을 하다가 1988년 동생 박래전이 노태우 정부에 항의하며 분신해 숨진 뒤 본격적으로 인권운동가의 길로 들어섰다. 숭실대학교 국문학과 학생이자 인문대학 학생회장 박래전은 1988년 6월 4일 숭실대학교 학생회관 옥상에서 분신 자살하면서 "광주는 살아 있다, 군사 파쇼 타도하자, 청년학도여 역사가 부른다"라는 구호를 외쳤다.
양심수 석방, 고문 추방, 의문사 진상 규명 활동부터 주거권, 최저임금, 비정규직 문제까지 인권의 지평을 넓혀온 대표적 인권운동가이다. 평택 대추리 미군기지 반대운동과 용산 철거민 참사 범국민대책위원회 활동 과정에서 세 차례 구속된 바 있다.
세월호 참사 진상 규명을 요구하는 '4월16일의 약속 국민연대'(4·16연대) 상임운영위원으로 활동하다가 세월호 추모행사에서 미신고 집회를 벌이고 경찰의 해산명령에 불응한 혐의(집회 및 시위에 관한 법률 위반 및 특수공무집행방해) 등으로 조사받았다. 이후 이 일로 구속 수사를 받게 되는데 프랑스 인권단체에서 석방 서명 운동에 나섰다.

## 약력

### 학력
- 연세대학교 국어국문학과 졸업(81학번)

### 경력
- 경기도 화성군 서신면 상안리 출신[11]
- 1983년 4월 28일~1986년 강원도 양구에서 군복무
- 1988년 복학
- 1988년 6월 동생 박래전의 죽음을 계기로 인권운동에 참여하다. 전국민주화운동유가족협의회를 찾아갔다.[12]
- 전국민주화운동유가족협의회 사무국장
- 1994년 8월 인권단체 인권운동사랑방에 가입, 활동에 참여하였다.
- 인권운동사랑방 사무국장, 정책실장
- 인권운동사랑방 내 강기훈 무죄석방 공동대책위원회를 조직하다.
- 의문사진상규명위원회 조사3국 국장
- 2002년 에바다 농아학교 재단 비리문제 해결을 위해 방문하던 중, 재단측으로부터 똥물 세례를 받았다.
- 2005년 6월 27일 다산인권재단 상임이사[13]
- 2005년 6월 27일 인권잡지 사람 편집장[14]
- 인권재단 사람 상임이사
- 4.9통일평화재단 이사
- 에바다복지회 이사
- 용산참사 진상규명 및 재개발제도개선위원회 집행위원장
- 용산참사 진상규명위원회 집행위원장
- 2012년 11월 28일 서울특별시 인권위원회 전문위원[15], 서울시 인권위 부위원장에 선임[16], 서울시 인권위 부위원장직, 서울시 인권위원회 전문위원직을 겸임하다.
- 인권재단 사람 소장
- 국가보안법폐지국민연대 집행위원장
- 유서대필사건 재심촉구 국민연대 집행위원장
- 2014년 세월호참사 국민대책회의 공동운영위원장

## 저서
- 《아!대추리:대추리 주민들의 평택 미군기지 확장이전 반대 투쟁기록》. 사람생각. 2010년. ISBN 9788988686539
- 《사람 곁에 사람 곁에 사람》. 클. 2014년. ISBN 9791185502021
- 《우리에겐 기억할 것이 있다》. 클. 2020년. ISBN 9791190555159

### 소설
- 《땅강아지》

### 공저
- 박래군 외 17인. 《그 삶이 내게 왔다》 인물과사상사. 2009년. ISBN 9788959061372
- 홍세화 외. 《대선 독해 매뉴얼》. 클. 2012년. ISBN 9788996884910
- 박래군 외 6인. 《새로고침》. 한겨레출판사. 2013년. ISBN 9788984317345
- 전규찬,박래군,한종선. 《살아 남은 아이》. 이리. 2014년. ISBN 9791185298214

## 수상 경력
- 1981년 연세문학상
- 2013년 제1회 참연세인상[17]

## 가계
- 배우자: 정종숙
- 동생: 박래전